# 馮辰 (金朝)
馮辰（?—?），字驾之，金朝临潼（今陕西省临潼县）人。
九歲能作詩。金宣宗贞祐三年（1215年）进士。出京擔任泾阳（今陕西泾阳县）县令。作品多散佚，《中州集》收其诗一首。